# Yvon Vallières
Pour les articles homonymes, voir Vallières.
Yvon Vallières, né le 5 février 1949 à Danville, est une personnalité politique québécoise. Il était le député de Richmond à l'Assemblée nationale du Québec de 1973 à 1976 et du 13 avril 1981 au 4 septembre 2012, et a été président de cette assemblée de janvier 2009 à avril 2011.

## Biographie
Député de Richmond pour un premier mandat de 1973 à 1976, il est réélu, pour le compte du Parti libéral du Québec sans interruption depuis l'élection de 1981. Il a pris sa retraite en 2012. Il est le père de Karine Vallières. 
M. Vallières est titulaire d'un baccalauréat en pédagogie et d'un certificat en psychologie des relations humaines de l'Université de Sherbrooke. Il a été enseignant et conseiller pédagogique de 1970 à 1973 et de 1976 à 1981 respectivement. Il possède aussi une connaissance du secteur bioalimentaire.
En près de 28 années comme député, M. Vallières a occupé de nombreuses fonctions politiques, parlementaires et ministérielles.
Le fonds d'archives de Yvon Vallières est conservé au centre d'archives de l'Estrie de Bibliothèque et Archives nationales du Québec.

### Gouvernement Robert Bourassa
Yvon Vallières a été ministre délégué aux Transports (1989 - 1990), ministre délégué au Développement régional (1990 - 1992) et ministre délégué à l'Agriculture, aux Pêcheries et à l'Alimentation (1990 - 1994).

### Gouvernement Daniel Johnson (fils)
Yvon Vallières est whip en chef du gouvernement de janvier à juillet 1994.

### Gouvernement Jean Charest
Il a été d'abord whip en chef du gouvernement d'avril 2003 à février 2005. Il entre alors au Cabinet comme ministre de l'Agriculture, des Pêcheries et de l'Alimentation du 18 février 2005 au 18 avril 2007. Il devient ensuite président du caucus du gouvernement du 18 avril 2007 au 10 septembre 2008.
En 2008, il tente de se présenter sans succès au poste de président de l'Assemblée nationale du Québec. Il est toutefois battu à cause d'une alliance entre les partis d'opposition afin de faire élire le péquiste François Gendron.
Le gouvernement Charest réussit toutefois à faire élire une majorité à l'Assemblée lors de l'élection de 2008 et Yvon Vallières est élu président de l'Assemblée le 13 janvier 2009. Le 1er avril 2011, il démissionne de ce poste à cause d'un conflit avec le leader de l'opposition officielle Stéphane Bédard. Vallières ne tolérait plus de faire mettre en doute son impartialité. Le 7 septembre 2011, Vallières est nommé ministre des Affaires intergouvernementales canadiennes et de la Francophonie canadienne.
En juin 2012, « [après] plus de 34 ans à l'Assemblée nationale, le ministre Yvon Vallières annonce qu'il prendra sa retraite à la fin du présent mandat. »,.

## Distinctions
- Commandeur d'office de l'Ordre national du mérite agricole (2006)
- Grand commandeur (22 novembre 2007) puis Grand-croix (6 juillet 2009) de l'Ordre de la Pléiade
- Médaille d'honneur de l'Assemblée nationale du Québec (13 mai 2014)[6]